# Medalistki mistrzostw Polski seniorów w chodzie na 20 kilometrów
Medalistki mistrzostw Polski seniorów w chodzie na 20 kilometrów – zdobywczynie medali seniorskich mistrzostw Polski w konkurencji chodu na 20 kilometrów.
Pierwsze mistrzostwa Polski w chodzie na 20 kilometrów kobiet zostały rozegrane w 1998 r. w Gdyni. Zwyciężyła Katarzyna Radtke z Lechii Gdańsk, która uzyskała czas 1:36:09.
Mistrzostwa Polski w chodzie na 20 kilometrów kobiet są zwykle rozgrywane w innych terminach i miejscach niż główne mistrzostwa Polski (z wyjątkiem mistrzostw w latach 2003, 2004, 2006, 2007, 2009 i 2012–2016). 
Najwięcej medali mistrzostw Polski (jedenaście) zdobyła Paulina Buziak-Śmiatacz. Agnieszka Dygacz i Katarzyna Zdziebło wywalczyły najwięcej złotych medali (po sześć).
Aktualny rekord mistrzostw Polski seniorów w chodzie na 20 kilometrów wynosi 1:30:11 i został ustanowiony przez Katarzynę Zdziebło podczas mistrzostw w 2022 w Sulejówku.

## Medalistki
| NR – rekord kraju \| PB – rekord życiowy \| SB – najlepszy wynik w sezonie \| NL – najlepszy wynik w polskich tabelach w sezonie |

| Mistrzostwa         | 1. miejsce                           | Rezultat   | 2. miejsce                              | Rezultat | 3. miejsce                               | Rezultat   |
| 1922-1997           | nie rozgrywano                       |            |                                         |          |                                          |            |
| Gdynia 1998         | Katarzyna Radtke Lecha Gdańsk        | 1:36:09    | Bożena Górecka AZS-AWF Katowice         | 1:38:18  | Beata Ornoch Flota Gdynia                | 1:38:36    |
| Biała Podlaska 1999 | Katarzyna Radtke Lecha Gdańsk        | 1:34:20    | Agnieszka Olesz AZS-AWF Katowice        | 1:43:39  | Bożena Górecka AZS-AWF Katowice          | 1:44:29    |
| Zamość 2000         | Sylwia Korzeniowska AZS-AWF Kraków   | 1:34:24    | Agnieszka Anduła AZS-AWF Biała Podlaska | 1:41:56  | Janina Fijałkowska AZS MKS Łódź          | 2:06:48    |
| Podiebrady 2001     | Joanna Baj AZS-AWF Biała Podlaska    | 1:36:56    | Agnieszka Olesz AZS-AWF Katowice        | 1:41:11  | [ a ]                                    |            |
| Wschowa 2002        | Sylwia Korzeniowska AZS-AWF Katowice | 1:36:13    | Agnieszka Olesz AZS-AWF Katowice        | 1:38:45  | Małgorzata Tuwalska Lechia Gdańsk        | 1:41:40    |
| Bielsko-Biała 2003  | Sylwia Korzeniowska AZS-AWF Katowice | 1:35:26    | Anna Szumny Wawel Kraków                | 1:37:44  | Agnieszka Olesz AZS-AWF Katowice         | 1:38:40    |
| Bydgoszcz 2004      | Sylwia Korzeniowska AZS-AWF Katowice | 1:33:15    | Agnieszka Olesz AZS-AWF Katowice        | 1:42:06  | Elżbieta Nieckarz AZS-Urz Rzeszów        | 1:48:12    |
| Rumia 2005          | Agnieszka Olesz AZS-AWF Katowice     | 1:37:47    | Katarzyna Kwoka Resovia Rzeszów         | 1:41:13  | Agnieszka Dygacz AZS-AWF Katowice        | 1:42:12    |
| Bydgoszcz 2006      | Agnieszka Olesz AZS-AWF Katowice     | 1:43:04    | Agnieszka Szwarnóg AZS-AWF Kraków       | 1:43:58  | Agnieszka Dygacz AZS-AWF Katowice        | 1:44:24    |
| Poznań 2007         | Katarzyna Kwoka Resovia Rzeszów      | 1:37:56    | Agnieszka Dygacz AZS-AWF Katowice       | 1:39:17  | Agnieszka Olesz AZS-AWF Katowice         | 1:39:50    |
| Rumia 2008          | Agnieszka Dygacz AZS-AWF Katowice    | 1:34:57    | Katarzyna Kwoka Resovia Rzeszów         | 1:36:34  | Paulina Buziak Sokół Mielec              | 1:40:34    |
| Bydgoszcz 2009      | Agnieszka Dygacz AZS-AWF Katowice    | 1:33:52    | Paulina Buziak Sokół Mielec             | 1:34:28  | Katarzyna Kwoka Resovia Rzeszów          | 1:40:34    |
| Nowa Dęba 2010      | Agnieszka Dygacz AZS-AWF Katowice    | 1:36:35    | Paulina Buziak Sokół Mielec             | 1:38:28  | Katarzyna Kwoka Resovia Rzeszów          | 1:39:32    |
| Warszawa 2011       | Agnieszka Dygacz AZS-AWF Katowice    | 1:30:56    | Paulina Buziak Sokół Mielec             | 1:33:44  | Agnieszka Szwarnóg AZS-AWF Kraków        | 1:34:51    |
| Bielsko-Biała 2012  | Paulina Buziak Sokół Mielec          | 1:36:10    | Agnieszka Szwarnóg AZS-AWF Kraków       | 1:37:19  | Katarzyna Kwoka Technik Radom            | 1:37:50    |
| Toruń 2013          | Agnieszka Dygacz AZS-AWF Katowice    | 1:30:58 SB | Katarzyna Kwoka RLTL ZTE Radom          | 1:33:03  | Paulina Buziak Sokół Mielec              | 1:33:39    |
| Szczecin 2014       | Agnieszka Dygacz AZS-AWF Katowice    | 1:32:42    | Paulina Buziak Sokół Mielec             | 1:33:15  | Katarzyna Burghardt RLTL ZTE Radom       | 1:34:24    |
| Kraków 2015         | Monika Kapera AZS-AWF Katowice       | 1:35:26    | Agnieszka Szwarnóg AZS-AWF Kraków       | 1:37:04  | Katarzyna Golba AZS-AWF Katowice         | 1:37:54    |
| Bydgoszcz 2016      | Paulina Buziak LKS Stal Mielec       | 1:36:52    | Agnieszka Szwarnóg AZS-AWF Kraków       | 1:37:34  | Monika Kapera AZS-AWF Katowice           | 1:38:01    |
| Nowa Dęba 2017      | Paulina Buziak LKS Stal Mielec       | 1:36:08    | Katarzyna Golba AZS-AWF Katowice        | 1:38:41  | Agnieszka Ellward Flota Gdynia           | 1:39:39    |
| Warszawa 2018       | Paulina Buziak LKS Stal Mielec       | 1:35:36    | Katarzyna Zdziebło LKS Stal Mielec      | 1:37:06  | Olga Niedziałek WLKS Nowe Iganie         | 1:37:08    |
| Mielec 2019         | Katarzyna Zdziebło LKS Stal Mielec   | 1:34:48    | Paulina Buziak-Śmiatacz LKS Stal Mielec | 1:37:22  | Olga Niedziałek WLKS Nowe Iganie         | 1:37:54    |
| Warszawa 2020       | Katarzyna Zdziebło LKS Stal Mielec   | 1:30:41 PB | Agnieszka Ellward WKS Flota Gdynia      | 1:41:30  | Olga Niedziałek WLKS Nowe Iganie         | 1:42:11    |
| Siedlce 2021        | Katarzyna Zdziebło LKS Stal Mielec   | 1:33:43    | Olga Niedziałek WLKS Nowe Iganie        | 1:38:08  | Agnieszka Ellward WKS Flota Gdynia       | 1:45:01    |
| Sulejówek 2022      | Katarzyna Zdziebło LKS Stal Mielec   | 1:30:11    | Olga Niedziałek WLKS Nowe Iganie        | 1:30:34  | Agnieszka Ellward WKS Flota Gdynia       | 1:37:08    |
| Warszawa 2023       | Olga Chojecka WLKS Nowe Iganie       | 1:34:59    | Anna Zdziebło LKS Stal Mielec           | 1:42:10  | Kinga Waleriańczyk KMKL Sztorm Kołobrzeg | 1:52:32    |
| Warszawa 2024       | Katarzyna Zdziebło LKS Stal Mielec   | 1:31:18    | Agnieszka Ellward WKS Flota Gdynia      | 1:42:58  | Anna Zdziebło LKS Stal Mielec            | 1:43:54 SB |
| Warszawa 2025       | Katarzyna Zdziebło LKS Stal Mielec   | 1:30:33    | Magdalena Żelazna AZS-AWF Gorzów        | 1:37:58  | Anna Zdziebło LKS Stal Mielec            | 1:40:44    |

## Klasyfikacja medalowa
W historii mistrzostw Polski seniorów na podium tej imprezy stanęły w sumie 23 chodziarki. Najwięcej medali – 11 – wywalczyła Paulina Buziak-Śmiatacz, a najwięcej złotych – po 6 – Agnieszka Dygacz i Katarzyna Zdziebło (Sylwia Korzeniowska od 2010 reprezentowała Francję).
| Lp. | Zawodniczka             | Złoto | Srebro | Brąz | Razem |
| 1.  | Agnieszka Dygacz        | 6     | 1      | 2    | 9     |
| 2.  | Katarzyna Zdziebło      | 6     | 1      | 0    | 7     |
| 3.  | Paulina Buziak-Śmiatacz | 4     | 5      | 2    | 11    |
| 4.  | Sylwia Korzeniowska     | 4     | 0      | 0    | 4     |
| 5.  | Agnieszka Olesz         | 2     | 4      | 2    | 8     |
| 6.  | Katarzyna Radtke        | 2     | 0      | 0    | 2     |
| 7.  | Katarzyna Burghardt     | 1     | 3      | 4    | 8     |
| 8.  | Olga Chojecka           | 1     | 2      | 3    | 6     |
| 9.  | Monika Kapera           | 1     | 0      | 1    | 2     |
| 10. | Joanna Baj              | 1     | 0      | 0    | 1     |
| 11. | Agnieszka Szwarnóg      | 0     | 4      | 1    | 5     |
| 12. | Agnieszka Ellward       | 0     | 2      | 3    | 5     |
| 13. | Anna Zdziebło           | 0     | 1      | 2    | 3     |
| 14. | Katarzyna Golba         | 0     | 1      | 1    | 2     |
| 14. | Bożena Górecka          | 0     | 1      | 1    | 2     |
| 16. | Agnieszka Anduła        | 0     | 1      | 0    | 1     |
| 16. | Anna Szumny             | 0     | 1      | 0    | 1     |
| 16. | Magdalena Żelazna       | 0     | 1      | 0    | 1     |
| 19. | Janina Fijałkowska      | 0     | 0      | 1    | 1     |
| 19. | Elżbieta Nieckarz       | 0     | 0      | 1    | 1     |
| 19. | Beata Ornoch            | 0     | 0      | 1    | 1     |
| 19. | Małgorzata Tuwalska     | 0     | 0      | 1    | 1     |
| 19. | Kinga Waleriańczyk      | 0     | 0      | 1    | 1     |

## Zmiany nazwisk
Niektóre zawodniczki w trakcie kariery lekkoatletycznej zmieniały nazwiska. Poniżej podane są najpierw nazwiska panieńskie, a następnie po mężu:
Paulina Buziak → Paulina Buziak-Śmiatacz
Katarzyna Kwoka → Katarzyna Burghardt
Olga Niedziałek → Olga Chojecka
Agnieszka Szwarnóg → Agnieszka Yarokhau